# Episodi di Cold Squad - Squadra casi archiviati (prima stagione)
La prima stagione della serie televisiva Cold Squad - Squadra casi archiviati è stata trasmessa in anteprima in Canada dalla CTV tra il 23 gennaio 1998 e il 3 aprile 1998.
| nº | Titolo originale     | Titolo italiano | Prima TV Canada  | Prima TV Italia |
| -- | -------------------- | --------------- | ---------------- | --------------- |
| 1  | Christopher Williams |                 | 23 gennaio 1998  |                 |
| 2  | Janine Elston        |                 | 30 gennaio 1998  |                 |
| 3  | Tess                 |                 | 6 febbraio 1998  |                 |
| 4  | Jane Klosky          |                 | 13 febbraio 1998 |                 |
| 5  | Taggert Family       |                 | 20 febbraio 1998 |                 |
| 6  | Salty Cheever        |                 | 27 febbraio 1998 |                 |
| 7  | Rita Brice           |                 | 6 marzo 1998     |                 |
| 8  | Bob and May Lee      |                 | 13 marzo 1998    |                 |
| 9  | Michelle Dorn        |                 | 20 marzo 1998    |                 |
| 10 | Stephanie Jordan     |                 | 27 marzo 1998    |                 |
| 11 | Amanda Millerd       |                 | 3 aprile 1998    |                 |